# Giro del Friuli 2004
Il Giro del Friuli 2004, trentesima edizione della corsa, si svolse il 28 agosto 2004 su un percorso di 198 km, con partenza da Manzano e arrivo a Gorizia. La vittoria fu appannaggio dell'italiano Michele Gobbi, che completò il percorso in 4h34'00", alla media di 43,358 km/h, precedendo i connazionali Franco Pellizotti e Andrea Moletta.

## Ordine d'arrivo (Top 10)
| Pos. | Corridore           | Squadra                       | Tempo    |
| ---- | ------------------- | ----------------------------- | -------- |
| 1    | Michele Gobbi       | De Nardi                      | 4h34'00" |
| 2    | Franco Pellizotti   | Alessio-Bianchi               | a 0'02"  |
| 3    | Andrea Moletta      | Barloworld-Androni Giocattoli | s.t.     |
| 4    | Mychajlo Chalilov   | ICET                          | s.t.     |
| 5    | Francesco Failli    | Domina Vacanze                | s.t.     |
| 6    | Christian Murro     | Miche                         | s.t.     |
| 7    | Luca Mazzanti       | Ceramica Panaria-Margres      | s.t.     |
| 8    | Dmitrij Gajnitdinov | ICET                          | s.t.     |
| 9    | Tiaan Kannemeyer    | Barloworld-Androni Giocattoli | s.t.     |
| 10   | Ruggero Borghi      | De Nardi                      | s.t.     |